# Calibrachoa irgangiana
Calibrachoa irgangiana är en potatisväxtart som beskrevs av João Renato Stehmann. Calibrachoa irgangiana ingår i släktet Calibrachoa och familjen potatisväxter. Inga underarter finns listade i Catalogue of Life.